# De heilsoldaat
De heilsoldaat is een smartlap van Ad Kraamer.
Het lied werd als single uitgebracht onder de artiestennaam Marc Winter, een pseudoniem van Kraamer. Het is afkomstig van zijn album Marc Winter. De heilsoldaat is verreweg het bekendste nummer van Kraamer/Winter, die nog wel enkele hitnoteringen haalde. Het lied is vooral bekend om het treurige: "Hij sjouwde van kroegie naar kroegie..". Het succes bleef beperkt tot Nederland.

## Hitnotering
Tiger feet van Mud zat hem dwars in het halen van een eerste plaats in beide hitparades.

### Nederlandse Top 40
| Hitnotering: week 10 t/m 24 in 1974 | Hitnotering: week 10 t/m 24 in 1974 | Hitnotering: week 10 t/m 24 in 1974 | Hitnotering: week 10 t/m 24 in 1974 | Hitnotering: week 10 t/m 24 in 1974 | Hitnotering: week 10 t/m 24 in 1974 | Hitnotering: week 10 t/m 24 in 1974 | Hitnotering: week 10 t/m 24 in 1974 | Hitnotering: week 10 t/m 24 in 1974 | Hitnotering: week 10 t/m 24 in 1974 | Hitnotering: week 10 t/m 24 in 1974 | Hitnotering: week 10 t/m 24 in 1974 | Hitnotering: week 10 t/m 24 in 1974 | Hitnotering: week 10 t/m 24 in 1974 | Hitnotering: week 10 t/m 24 in 1974 | Hitnotering: week 10 t/m 24 in 1974 | Hitnotering: week 10 t/m 24 in 1974 |
| Week:                               | 1                                   | 2                                   | 3                                   | 4                                   | 5                                   | 6                                   | 7                                   | 8                                   | 9                                   | 10                                  | 11                                  | 12                                  | 13                                  | 14                                  | 15                                  |                                     |
| ----------------------------------- | ----------------------------------- | ----------------------------------- | ----------------------------------- | ----------------------------------- | ----------------------------------- | ----------------------------------- | ----------------------------------- | ----------------------------------- | ----------------------------------- | ----------------------------------- | ----------------------------------- | ----------------------------------- | ----------------------------------- | ----------------------------------- | ----------------------------------- | ----------------------------------- |
| Positie:                            | 30                                  | 14                                  | 11                                  | 3                                   | 2                                   | 2                                   | 4                                   | 5                                   | 5                                   | 8                                   | 10                                  | 14                                  | 27                                  | 29                                  | 39                                  | uit                                 |

### NederlandseDaverende 30
| Hitnotering: 9-3-1974 t/m 7-6-1974 | Hitnotering: 9-3-1974 t/m 7-6-1974 | Hitnotering: 9-3-1974 t/m 7-6-1974 | Hitnotering: 9-3-1974 t/m 7-6-1974 | Hitnotering: 9-3-1974 t/m 7-6-1974 | Hitnotering: 9-3-1974 t/m 7-6-1974 | Hitnotering: 9-3-1974 t/m 7-6-1974 | Hitnotering: 9-3-1974 t/m 7-6-1974 | Hitnotering: 9-3-1974 t/m 7-6-1974 | Hitnotering: 9-3-1974 t/m 7-6-1974 | Hitnotering: 9-3-1974 t/m 7-6-1974 | Hitnotering: 9-3-1974 t/m 7-6-1974 | Hitnotering: 9-3-1974 t/m 7-6-1974 | Hitnotering: 9-3-1974 t/m 7-6-1974 | Hitnotering: 9-3-1974 t/m 7-6-1974 |
| Week:                              | 1                                  | 2                                  | 3                                  | 4                                  | 5                                  | 6                                  | 7                                  | 8                                  | 9                                  | 10                                 | 11                                 | 12                                 | 13                                 |                                    |
| ---------------------------------- | ---------------------------------- | ---------------------------------- | ---------------------------------- | ---------------------------------- | ---------------------------------- | ---------------------------------- | ---------------------------------- | ---------------------------------- | ---------------------------------- | ---------------------------------- | ---------------------------------- | ---------------------------------- | ---------------------------------- | ---------------------------------- |
| Positie:                           | 30                                 | 16                                 | 12                                 | 4                                  | 4                                  | 2                                  | 5                                  | 8                                  | 8                                  | 8                                  | 11                                 | 13                                 | 24                                 | uit                                |

## Anderen
De Zangeres zonder Naam heeft het nummer met Marc Winter samen opgenomen en
in 2009 had Rob Ronalds er een klein succesje mee.

### NederlandseDaverende 30
| Hitnotering: 7-2-2009 t/m 20-2-2009 | Hitnotering: 7-2-2009 t/m 20-2-2009 | Hitnotering: 7-2-2009 t/m 20-2-2009 | Hitnotering: 7-2-2009 t/m 20-2-2009 |
| Week:                               | 1                                   | 2                                   |                                     |
| ----------------------------------- | ----------------------------------- | ----------------------------------- | ----------------------------------- |
| Positie:                            | 90                                  | 90                                  | uit                                 |